# Breiðafjall (berg i Island, Austurland)
Breiðafjall är ett berg i republiken Island. Det ligger i regionen Austurland, 300 km öster om huvudstaden Reykjavík. Toppen på Breiðafjall är 415 meter över havet.
Trakten runt Breiðafjall är nära nog obefolkad, med mindre än två invånare per kvadratkilometer. Närmaste större samhälle är Djúpivogur, omkring 20 kilometer nordost om Breiðafjall. Trakten runt Breiðafjall består i huvudsak av gräsmarker.